# Alsomyia splendens
Alsomyia splendens là một loài ruồi trong họ Tachinidae.